# GD Power Development
GD Power Development ist ein chinesisches Unternehmen. Das Energieunternehmen war im Aktienindex SSE 50 gelistet. Der Hauptsitz des Unternehmens befindet sich in Peking, China.

## Geschichte
GP Power Development wurde 1992 gegründet und seit 1997 an der Shanghaier Börse notiert. Das Unternehmen unterzeichnete 2007 mit dem schottischen Energieunternehmen Scottish and Southern Energy einen Auftrag zur Herstellung von vier Windparks im nordöstlichen China.
Am 28. August 2017 gab die chinesische Kommission zur Kontrolle und Verwaltung von Staatsvermögen (SASAC) bekannt, dass die China Guodian Corporation und die Shenhua Group gemeinsam umstrukturiert werden sollen. Die Shenhua Group würde zur China Energy Investment Corporation und die China Guodian Corporation absorbieren. Die Zusammenlegung der Unternehmen erfolgte noch im selben Jahr.

## Unternehmen
Das Unternehmen produziert und verkauft Strom an seine Kunden in China. GD Power Development war ein Tochterunternehmen vom chinesischen Unternehmen China Guodian Corporation, einem der größten chinesischen Stromversorger.